# دونگ‌یوم
دونگ جوم (به هلندی: Dongjum) یک منطقهٔ مسکونی در هلند است که در فرانکرادیل واقع شده‌است. دونگ جوم ۳۲۶ نفر جمعیت دارد.